# Distretto di Bôhmôrôn
Il distretto di Bôhmôrôn è uno dei diciannove distretti (sum) in cui è suddivisa la provincia dell'Uvs, in Mongolia. Conta una popolazione di 2.093 abitanti (censimento 2014).